# L'Esprit d'une autre
Pour plus de détails, voir Fiche technique et Distribution.
L'Esprit d'une autre (Secrets in the Walls) est un téléfilm américain réalisé par Christopher Leitch et diffusé le 24 octobre 2010 sur Lifetime Movie Network.

## Synopsis
C'est l'histoire de Rachel, une femme divorcée qui doit élever seule ses deux enfants. 
Un jour, elle décide de déménager dans une grande maison avec ses deux filles : Molly, âgée de 12 ans, et Lizzie, âgée de 16 ans. Quelques jours après qu'elles ont déménagé, Molly commence à apercevoir une jeune fille dans la maison, mais Lizzie et sa mère ne la croient pas. 
Cependant, au bout d'un certain temps, Rachel (la mère) finit par croire Molly car elle a également été témoin de phénomènes étranges, comme la boite à musique qui tourne toute seule. Boîte dans laquelle elle a ensuite trouvé la photo d'une jeune fille, Greta, qui a disparu sans laisser de traces quand elle avait 17 ans. Or, c'est précisément cette jeune fille qui apparaît régulièrement à Molly en essayant de lui faire passer un message. 
Rachel finit par trouver son squelette. D'après les policiers, il se pourrait qu'elle ait été emmurée vivante...
Un jour, Greta réussit à prendre possession du corps de Lizzie en lui passant un collier autour du cou.
Rachel et Molly vont devoir tout faire pour chasser l'âme de Greta du corps de Lizzie...

## Fiche technique
- Titre : L'Esprit d'une autre
- Titre original : Secrets in the Walls
- Réalisation : Christopher Leitch
- Scénario : William Penick et Christopher Sey
- Musique : Jeff Cardoni
- Production : Kyle A. Clark et Marta M. Mobley
- Société de production : Larkin-Goldstein Productions, SilverScreen Pictures et RHI Entertainment
- Pays :  États-Unis
- Genre : Drame, thriller et horreur
- Durée : 89 minutes
- Pays :  États-Unis
- Première diffusion : 
  -  États-Unis : 24 octobre 2010
  -  France : 4 novembre 2010

## Distribution
- Jeri Ryan (VF : Dominique Westberg) : Rachel[1]
- Kay Panabaker (VF : Kelly Marot) : Lizzie[1]
- Peyton List (VF : Clara Quilichini) : Molly[1]
- Ian Kahn (VF : Xavier Fagnon) : Marty
- Marianne Jean-Baptiste (VF : Pascale Vital) : Belle[1]
- Lauren Shafer : Erin
- Sarab Kamoo (VF : Pauline Larrieu) : Stella
- Jordan Trovillion (en) : Greta
- John Hawkinson : Inspecteur Bruno Ferretti
- Sidi Henderson : Docteur Bremmer
- Mike Shreeman : Docteur Levy
- Peter Tocco : Mike
- Julianne Somers : Joyce
- Mary Callaghan Miller : Madame Miller
- Linda Boston : Femme en deuil
- Jacqueline Pinol : Greta (voix)